# Alforque
Alforque – gmina w Hiszpanii, w prowincji Saragossa, w Aragonii, o powierzchni 10,62 km². W 2011 roku gmina liczyła 86 mieszkańców.